# Archie Harvey
Archie Harvey (sinh ngày 3 tháng 11 năm 1992) là một cầu thủ bóng đá người Liberia thi đấu ở vị trí tiền vệ cho Assyriska FF ở giải hạng ba Thụy Điển Division 1.

## Club
Harvey khởi đầu sự nghiệp với Gedi & Sons FC ở giải bóng đá Liberia. Năm 2011, anh được ký bởi Mighty Barrolle, một câu lạc bộ ở Liberian First Division.
Huấn luyện viên Thụy Điển Johan Sandahl do thám tiền vệ chạy cánh người Liberia này và đem về quê hương năm 2013. Anh thi đấu 2 mùa giải đầu tiên với Nordvärmland FF ở giải hạng tư Thụy Điển, trước khi ký hợp đồng với Motala AIF năm 2015. Sau đó Harvey ký hợp đồng với Södertälje FK năm 2016, and chuyển đến Arameisk-Syrianska IF năm 2017.

## Đội tuyển quốc gia
Harvey thi đấu 8 trận cho đội tuyển quốc gia Liberia năm 2011. Anh góp mặt trong giải đấu của WAFU ở Nigeria. Anh là một phần của đội tuyển đã cầm hòa 0–0 trước Angola trong trận đấu quốc tế tại SKD complex ở Monrovia.